# سول زانتی
سول زانتی (متولد ۱۹۸۲) یک سیاستمدار کبک است. او تبار ایتالیایی و کبکی دارد.

## زندگی سیاسی
او در انتخابات استانی ۲۰۱۸ به عضویت مجلس ملی کبک انتخاب شد. او نماینده حوزه انتخاباتی ژان-لساژ به عنوان منطقه‌ای از کبک است.
زانتی پیش‌تر رهبر Option nationale، یک حزب سیاسی هوادار جنبش حق حاکمیت کبک، از سال ۲۰۱۳ تا ۲۰۱۸ بود
او در انتخابات سال استانی سال ۲۰۱۲ با کسب ۶۷ درصد از آرای انتخابات، رهبر این حزب شد. این حزب در سال ۲۰۱۸ منحل و با کبک سولیدر ادغام شد.
در سپتامبر ۲۰۱۴، زانتی ویدئویی را در یوتیوب منتشر کرد که در آن رأی‌دهندگان در همه‌پرسی استقلال اسکاتلند را به رأی مثبت تشویق می‌کرد.

## کفالت سیاسی
در تاریخ ۲۱ ژانویه ۲۰۲۳ اعلام شد که سول زانتی کفالت سیاسی اشراق نجف‌آبادی، زندانی سیاسی ایرانی را بر عهده گرفته‌است.